# Pelorus Jack

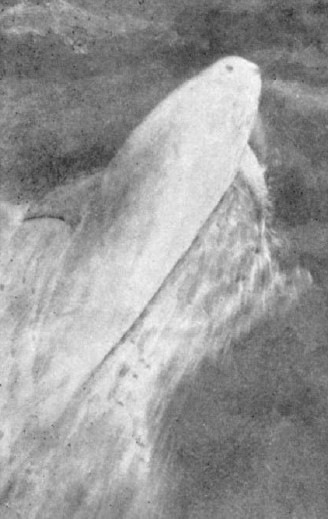
Pelorus Jack

Pelorus Jack war ein Rundkopfdelfin, der bekannt dafür war, dass er regelmäßig Dampfern durch die Cook-Straße zwischen der Nordinsel und der Südinsel Neuseelands folgte.

## Geschichte
Die erste Sichtung des Pelorus Jack erfolgte um 1888, als er vor dem Schoner Brindle auftauchte, der gerade den French Pass durchquerte. Jack fiel durch seine helle Färbung und den weißen Kopf auf und es gab außer ihm keine weiteren ähnlichen Tiere in der Umgebung. Er tauchte ab diesem ersten Mal regelmäßig auf, wenn Schiffe aus der Admiralty Bay und dem Pelorus Sound / Te Hoiere in die Cook Strait fuhren. Diese Strecke war aufgrund von Untiefen, tückischen Strömungen, wilden Wasserwirbeln und Unterwasserfelsen gefährlich für die Schifffahrt; es gab keine Unfälle, wenn Pelorus Jack anwesend war. Jack wurde dadurch schnell zum Glücksbringer; es schien, als leite er die Schiffe durch die gefährliche Straße, und er blieb bei einem Schiff meistens etwa 20 Minuten. Manchmal warteten die Schiffer auch auf ihn, wenn sie in die Straße einfuhren.
Pelorus Jack wurde auf diese Weise bekannt bei allen Seeleuten und auch bei der lokalen Bevölkerung. Als 1903 ein betrunkener Passagier vom Dampfer Penguin auf den Delfin schoss und ihn dabei an der Finne verletzte, konnte die Mannschaft nur mit Gewalt daran gehindert werden, den Schützen zu lynchen. Zwei Wochen lang zeigte sich der Delfin nicht und man fürchtete, er sei tot. In Neuseeland wurde daraufhin am 26. September 1904 der Sea Fisheries Act erlassen, das Pelorus Jack unter Schutz stellte. Dabei handelte es sich vermutlich um das erste individuelle Seelebewesen, das von einem Gesetz geschützt wurde. Der Legende nach soll er jedoch der Penguin seit diesem Vorfall nie wieder geholfen haben. Ohne die Hilfe des freundlichen Tieres erlitt die Penguin Schiffbruch in der Passage.
Die letzte Sichtung erfolgte im April 1912, danach verschwand er spurlos, und zahlreiche Gerüchte über sein Verschwinden tauchten auf.
Zu seinen Ehren errichteten dankbare Seeleute, Passagiere und Reeder an einem Strand von Wellington  eine Statue mit der Aufzählung von Jacks ungeheuren Leistungen.

## Eigenschaften von Pelorus Jack
Das Geschlecht von Pelorus Jack ist unbekannt. Die Identifizierung als Rundkopfdelfin erfolgte durch die Auswertung von Bildaufnahmen.

## Weitere Reverenzen

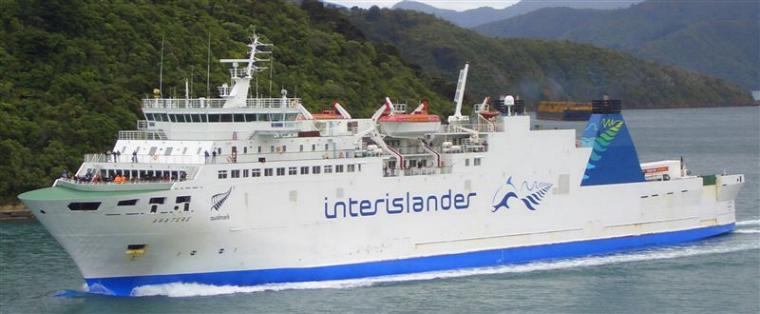
Aratere, ein Schiff von Interislander, mit dem Pelorus-Jack-Logo

Etwa zwei Jahrzehnte nach dem Verschwinden von Pelorus Jack wurde er zum Inhalt eines Kinderliedes. Eine Schokoladenmarke wurde nach ihm benannt. Die Schifffahrtsfirma Interislander benutzt Pelorus Jack in ihrem Logo.